# Eiland Zwijnaarde

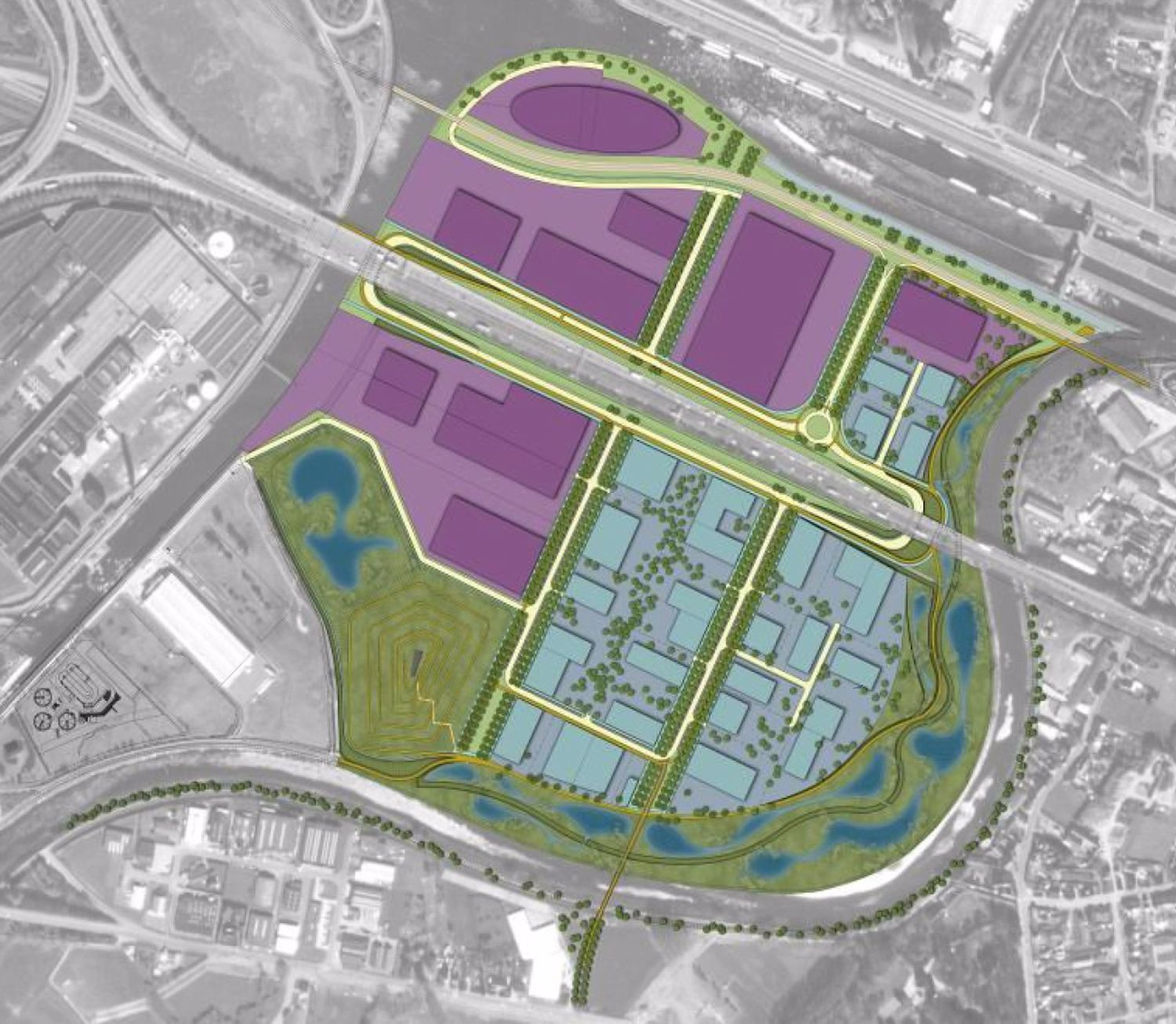
Goedgekeurd plan van Eiland Zwijnaarde in 2007

Eiland Zwijnaarde is een bedrijvenzone van bijna 60 ha groot op het gelijknamige ‘eiland’ van Zwijnaarde, deelgemeente van de Belgische stad Gent. Het bedrijventerrein is ingesloten tussen het Kanaal van Zwijnaarde, de Tijarm en de Ringvaart. 
Het is een zogenaamd watergebonden bedrijventerrein waarbij voor de aan- en afvoer op het binnenschip wordt gefocust (paarse zones).

## Bestemmingen
Oppervlakte bedrijventerrein op het eiland: 35 ha. 18,6 ha is voor de logistieke en gemengde bedrijvigheid en 14 ha voor kennisbedrijvigheid. 3,1 ha wordt voorzien als flexibele zone, afhankelijk van de economische evolutie. 11 ha is voorbehouden als een ecologische groenzone met vijvers langsheen de Tijarm, langs de oostelijke grens van het eiland. Ook het fietstoerisme van de Merelbeekse Scheldevallei krijgt vlot toegang tot het Eiland van Zwijnaarde, eens het wegennetwerk op het zuidelijk deel ervan voltooid is.

## Bereikbaarheid
Het bedrijveneiland is via de weg uitsluitend bereikbaar via de R4. De E40 doorsnijdt de bedrijvenzone van west naar oost. Er zijn ook fietsverbindingen aangelegd naast de R4-Buitenring vanuit Merelbeke. Vanuit het zuiden is het bedrijventerrein ook toegankelijk via de N469 (enkel voetgangers en fietsers).

## Landschapsheuvel
Op het bedrijveneiland komt ook een landschapsheuvel van zo'n 63 meter boven zeeniveau, met een kunstwerk - de "Landmark" - van nog eens 30 meter hoog erbovenop. Naast de heuvel komen waterpoelen op een verhoogd plateau naast de heuvel van 18 meter TAW, en de bedrijventerreinen van Eiland Zwijnaarde Zuid zijn reeds met 3 meter verhoogd tot 13 meter TAW. Het noordelijk deel van Eiland Zwijnaarde blijft op 10 meter TAW (ter vergelijking: de Leeuw van Waterloo torent zonder sokkel zo'n 40 meter boven zijn omgeving uit, en volgens plan moet de begaanbare hoogte van de landschapsheuvel zo'n 50 meter uitsteken boven de wijde omgeving langs de Schelde).
In 2012 is begonnen met de graafwerkzaamheden en in 2014 waren de eerste visuele kenmerken van deze kunstmatige berg zichtbaar. De belangrijkste bestaansreden voor de landschapsheuvel is de grote hoeveelheid vervuilde grond die aanwezig was op het Eiland Zwijnaarde, gezien haar verleden als stortplaats voor vervuild rivierslib. Officieel is de heuvel echter bestemd als blikvanger voor het verkeer op de E40 en de R4. Ook wordt deze geschikt voor fietstoerisme, met het fietspad dat in spiraalvorm naar de top moet gaan. De graafwerkzaamheden moeten volgens plan rond 2023 klaar zijn.

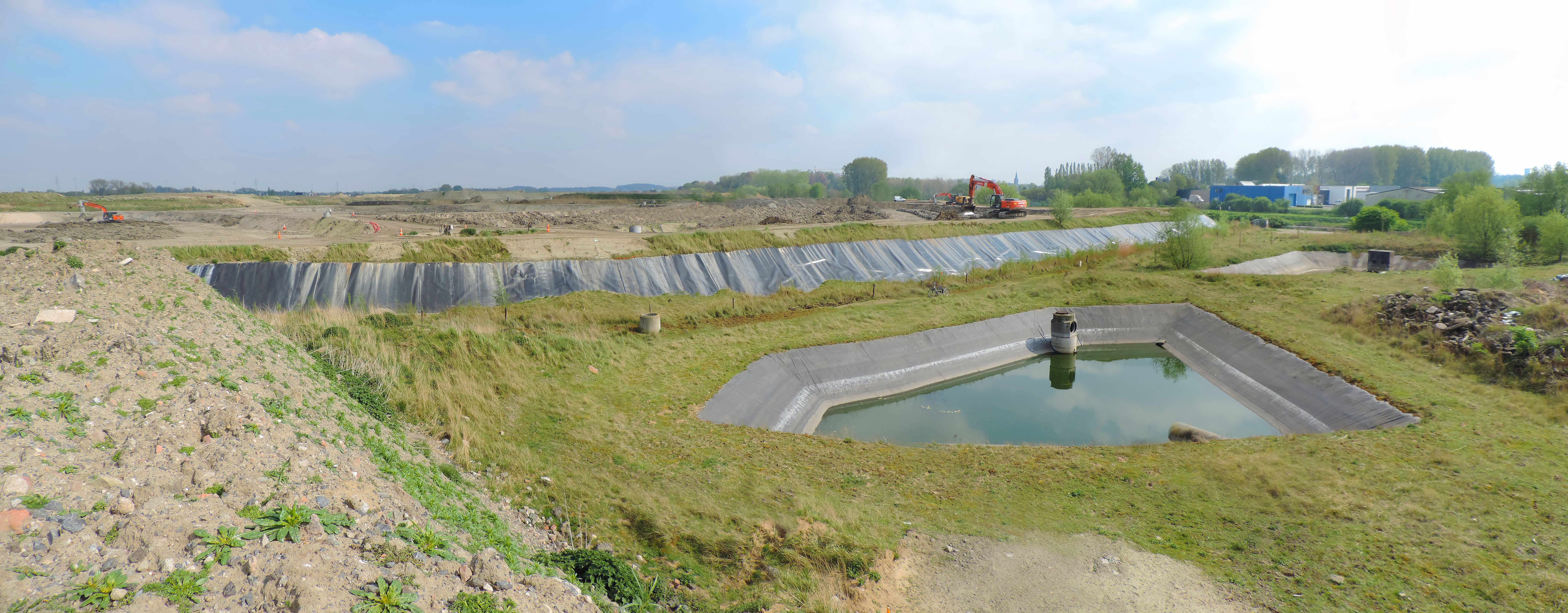
10 april 2014: Eiland Zwijnaarde op Zone Zuid, bij de toekomstige landschapsheuvel

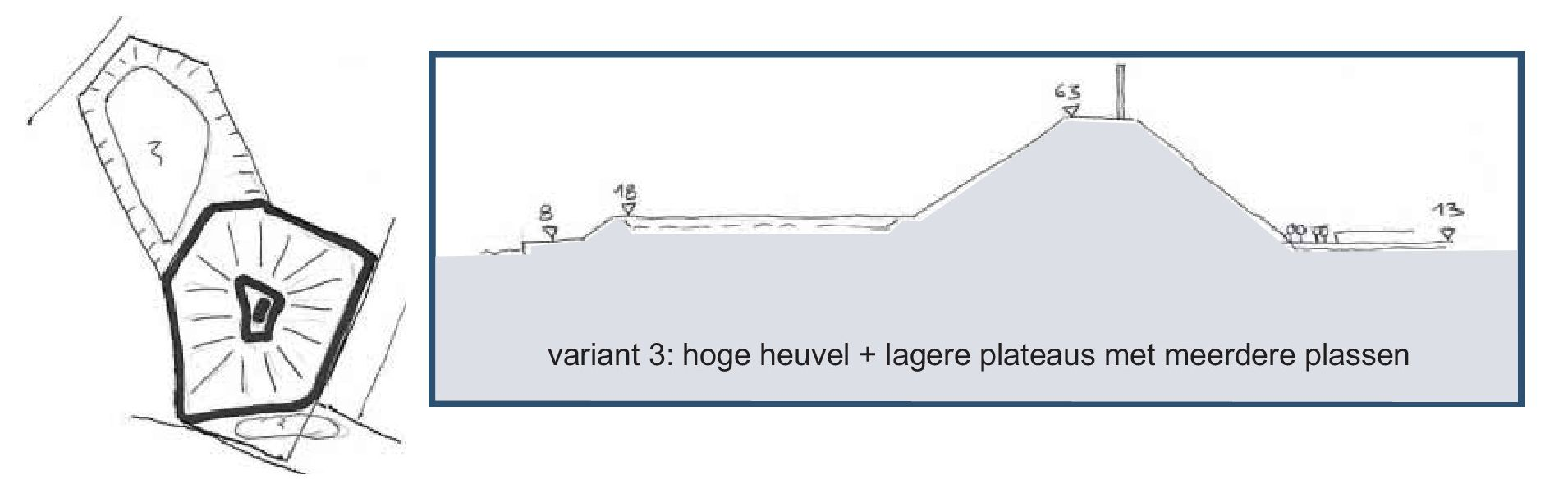
Uitgekozen derde variant van de 5 ontwerpvoorstellen voor de Landschapsheuvel, volgens goedgekeurd plan voor Eiland Zwijnaarde in 2007

## Verloop
1997: start studiefase rond de sanering van het blackpoint door cvba Fasiver 
Eind 1999: de sanering en ophoging met 3 meter van het zuidelijke deel van Eiland Zwijnaarde door cvba Fasiver. De ophoging van het terrein gebeurt met gezuiverd rivierslib.
2003: Uitwerking masterplan voor nabestemming van bedrijventerrein in het zuidelijk deel
2005: Uitwerking masterplan voor nabestemming van bedrijventerrein in het noordelijk deel
2007: inrichtingsplan Eiland Zwijnaarde is bekendgemaakt
2009: Oprichting “nv Eiland Zwijnaarde” (opdrachtgever voor zuidelijk deel van het project)
Maart 2012: start aanleg R4 op en rond noordelijk deel van Eiland Zwijnaarde met afdekking van Sintelstort (vlak naast het knooppunt van E40 met E17)
2012: Waterwegen en Zeekanaal is gestart met het ophogen van de terreinen
Van juni 2012 tot februari 2013: bouw brugverbinding voor R4 van Eiland Zwijnaarde met Merelbeke over de Tijarm
30 april 2014: De R4 op Eiland Zwijnaarde Zone Noord is afgewerkt en wordt opengesteld voor het wegverkeer.

## Indeling van Eiland Zwijnaarde
| Beschrijving deelzone                                                           | Oppervlakte |
| ------------------------------------------------------------------------------- | ----------- |
| Bedrijfszones (percelen)                                                        |             |
| Logistiek & gemengd (Eiland Zwijnaarde Noord)                                   | 11,63 ha    |
| Flexibele zone (Eiland Zwijnaarde Noord)                                        | 3,11 ha     |
| Logistieke en gemengd (Eiland Zwijnaarde Zuid)                                  | 6,80 ha     |
| Kennisbedrijvigheid (Eiland Zwijnaarde Zuid)                                    | 13,98 ha    |
| Totale bedrijfsoppervlakte                                                      | 35,52 ha    |
| Openbaar domein                                                                 |             |
| Groenassen                                                                      | 6,55 ha     |
| Zone rondweg (buiten oeverstrook)                                               | 2,90 ha     |
| Totaal                                                                          | 11,02 ha    |
| Oeverstrook Tijarm                                                              |             |
| Poelen                                                                          | (3,0 ha)    |
| Totaal (Met inbegrip strook onder de E40)                                       | 10,8 ha     |
| Totaal te ontwikkelen bedrijventerrein en oeverstrook                           | 57,59 ha    |
|                                                                                 |             |
| Landschapsheuvel (afzonderlijke ontwikkeling)                                   | 6,9 ha      |
| waaronder poel op plateau                                                       | (1,5 ha)    |
| Zuidelijke kadezone                                                             | 0,2 ha      |
| TOTAAL EILAND ZWIJNAARDE excl. E40, R4, oever Ringvaart en zuidelijke bedrijven | 64,69 ha    |